# Fontaines D.C.
Fontaines D.C. són una banda irlandesa de post-punk formada a Dublín el 2017. La banda està formada per Grian Chatten (veu), Carlos O'Connell (guitarra), Conor Curley (guitarra), Conor Deegan III (baix) i Tom Coll (bateria).

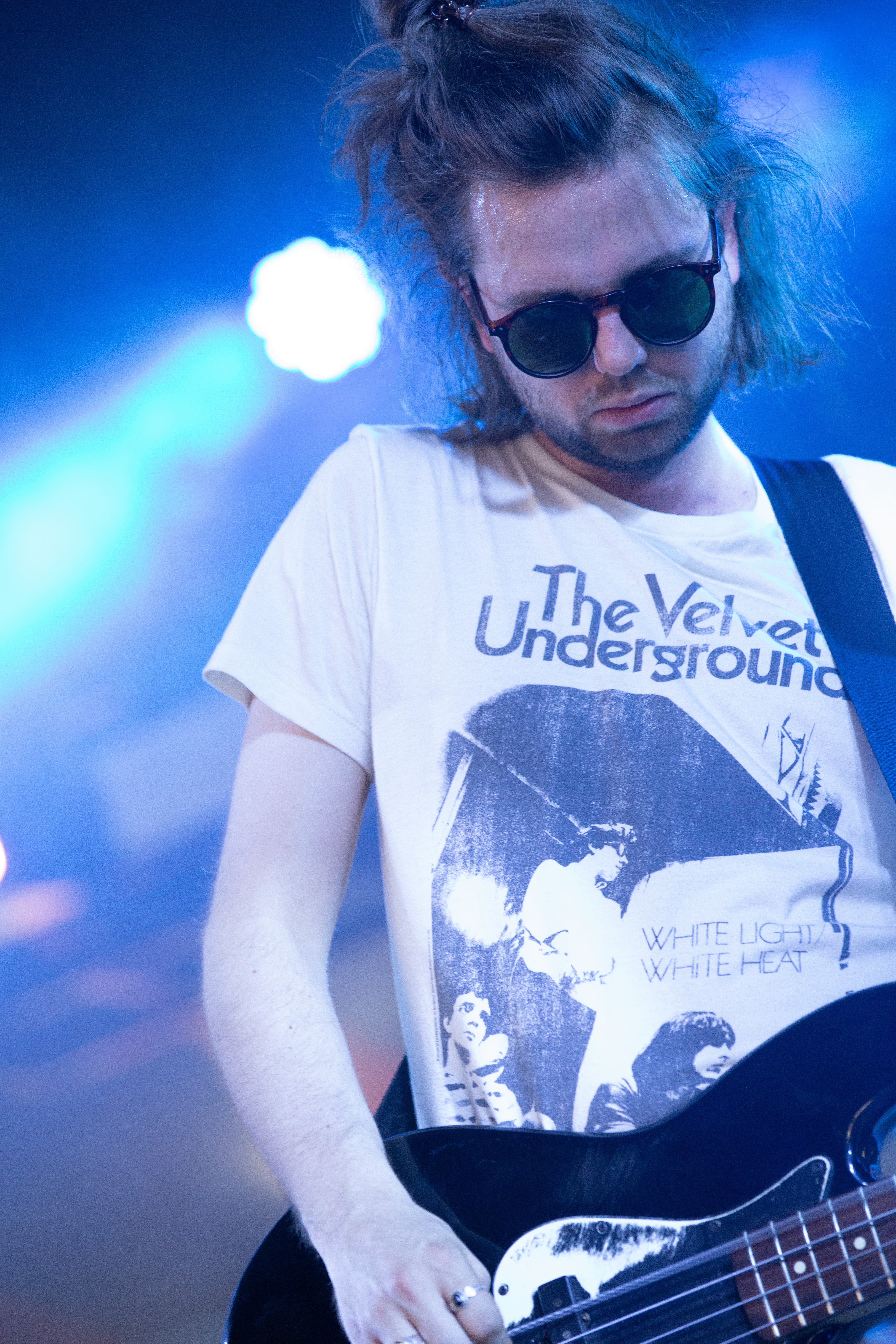
Tom Coll a Glastonbury (2019)

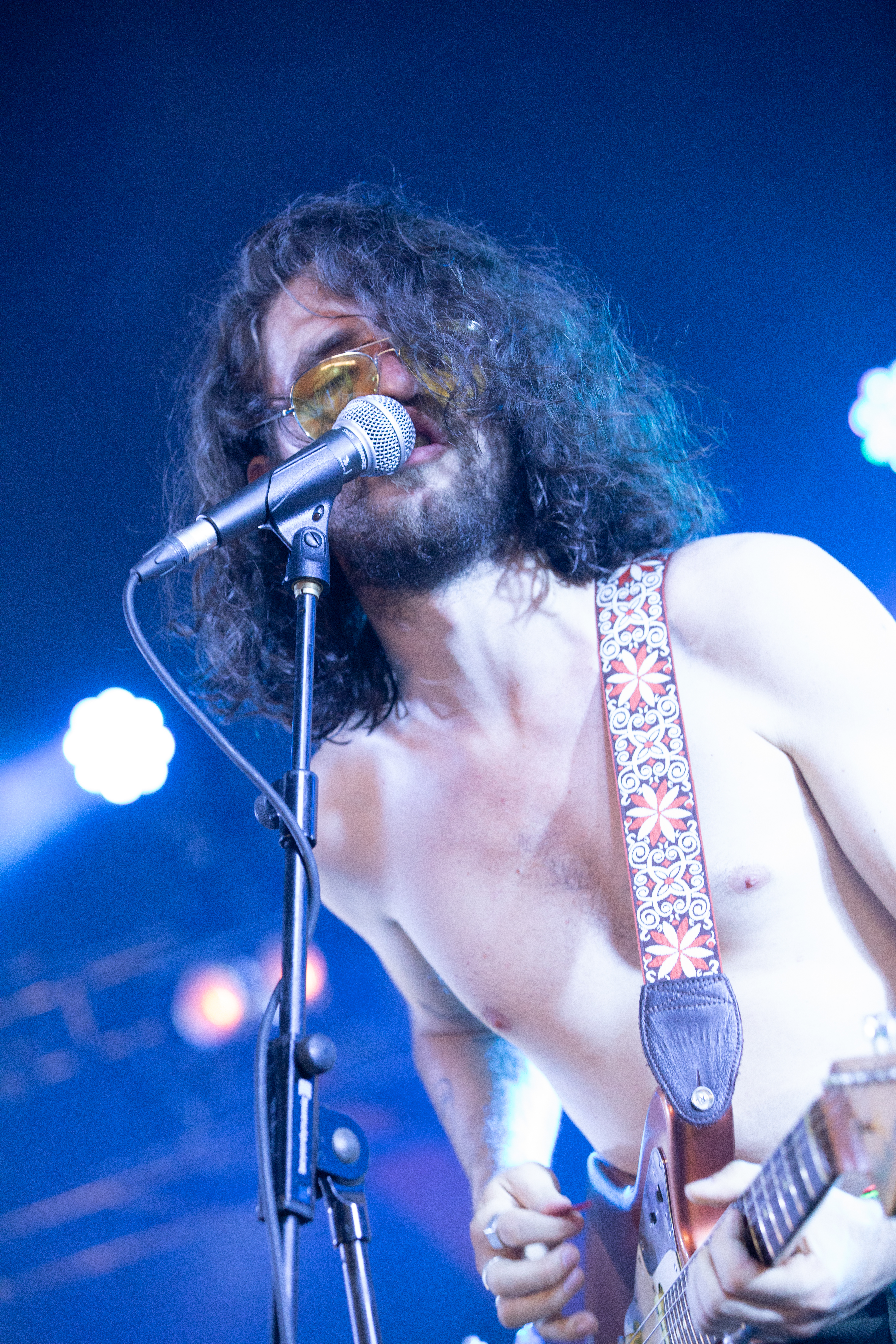
Carlos O'Connell a Glastonbury 2019

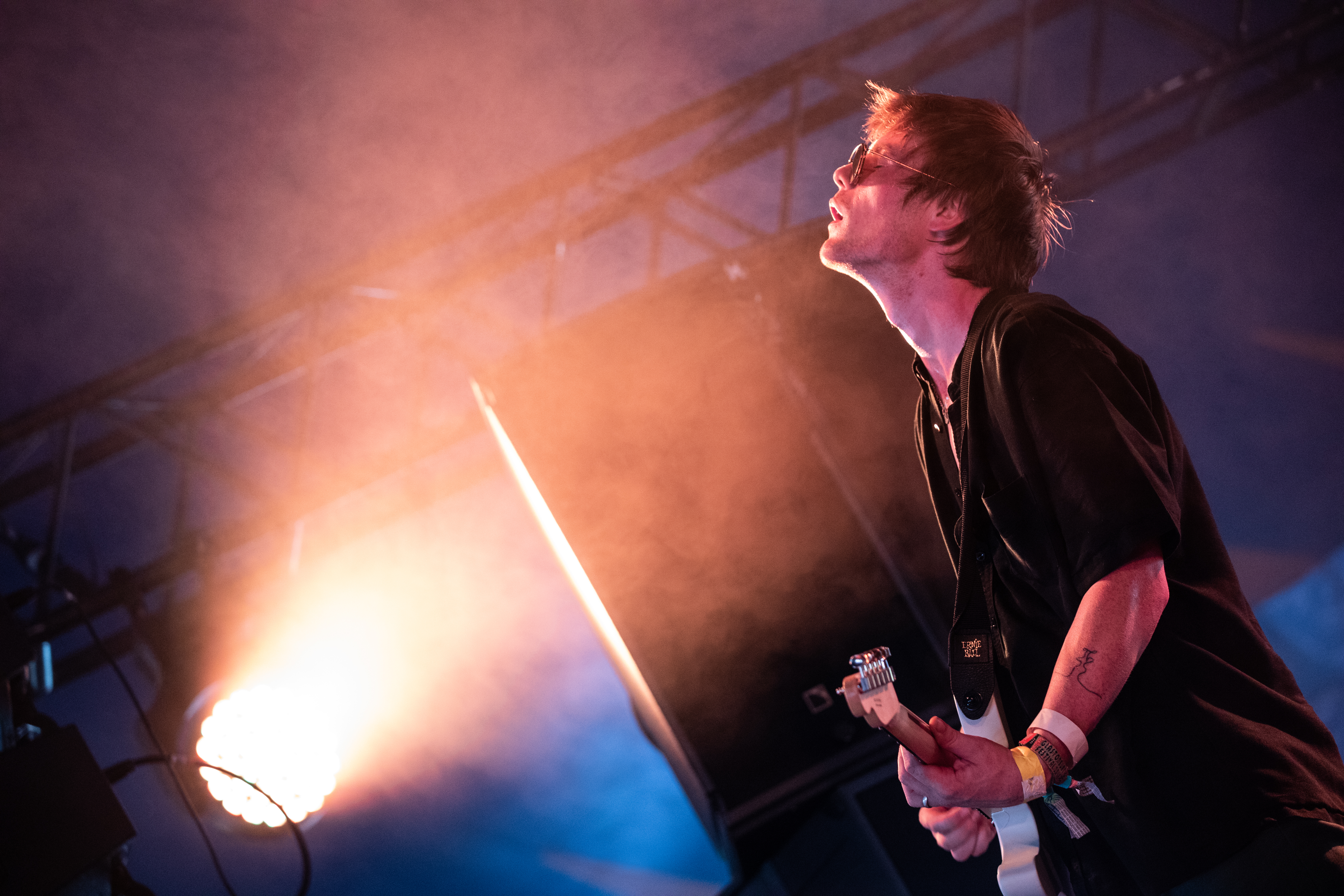
Conor Curley a Glastonbury 2019

Després de conèixer-se mentre assistia a l'escola de música i unir-se per un amor comú per la poesia, la banda va començar a publicar senzills i a tocar en directe regularment, signant amb Partisan Records el 2018. L'àlbum debut de la banda, Dogrel, va ser llançat el 12 d'abril de 2019 amb una gran aclamació de la crítica; va ser classificat com àlbum de l'any al lloc web de la botiga de discos Rough Trade, votat àlbum de l'any pels presentadorrs a BBC Radio 6 Music, i va ser nominada al Premi Mercury i al Premi Choice Music.
El segon àlbum d'estudi de la banda, A Hero's Death, va ser escrit i gravat enmig d'una extensa gira per al seu debut, i va ser llançat el 31 de juliol de 2020. A Hero's Death va ser més tard nominat. al millor àlbum de rock als Premis Grammy 2021.

## Història

### Formació
Carlos O'Connell, Conor Curley, Conor Deegan, Grian Chatten i Tom Coll es van conèixer mentre assistien a la universitat de música al BIMM a The Liberties (Dublín). Els van unir l'amor comú per la poesia i van publicar col·lectivament dues col·leccions de poesia, una anomenada Vroom, inspirat en la generació beat (Jack Kerouac, Allen Ginsberg) i un altre anomenat Winding, inspirat en poetes irlandesos (Patrick Kavanagh, James Joyce, W. B. Yeats). Cap dels poemes publicats es va traduir a cançons, però la cançó "Television Screens" del seu àlbum de debut Dogrel va començar com un poema i es va convertir en una cançó.
El cantant principal Chatten és mig anglès (la seva mare és anglesa i el seu pare és irlandès) i va néixer a Barrow-in-Furness, Cumbria però va créixer a la ciutat costanera de Skerries Fingal, al nord de Dublín Abans de formar Fontaines DC, Chatten va formar part de les bandes locals d'indie rock Gun Runner i Thumbprint, exercint de bateria i guitarrista/cantant respectivament.
Coll i Deegan provenen de Castlebar al comtat de Mayo, mentre que Curley és d'Emyvale al comtat de Monaghan, i O’Connell va créixer a Madrid, Espanya. Deegan es veu regularment amb roba del Mayo GAA durant les actuacions en directe.
La banda va rebre el seu nom d'un personatge de la pel·lícula El Padrí anomenat Johnny Fontane, un cantant i estrella de cinema interpretat per Al Martino. Fontane era fillol de Vito Corleone. Originalment es deien The Fontaines, però hi van afegir les inicials "D.C." quan una banda de Los Angeles tenia el mateix nom. Les inicials DC signifiquen "Dublin City".

### Primers anys
Fontaines D.C. va començar a publicar senzills. El 2015 anaven a estrenar el seu debut amb el segell Louder Than War del periodista musical John Robb. El maig de 2017, Fontaines va llançar el senzill "Liberty Belle" seguit de "Hurricane Laughter"/"Winter In the Sun". "Liberty Belle" és un homenatge als Liberties, un barri de Dublín on vivien molts membres de la banda.
El 2018, Fontaines va llançar el senzill "Chequeless Reckless"/"Boys In The Better Land" i "Too Real".Stereogum, que va estrenar "Chequeless Reckless" a principis del 2018, van descriure el seu so "una síntesi entre el post-punk, el garage rock i una mena de sentit del ritme i la narrativa rutinós i urbà" i els van anomenar "Band To Watch".
El maig de 2018, Fontaines va tocar a l'estudi a KEXP a Seattle, que va oferir una exposició d'alt nivell als Estats Units. Al novembre de 2018, la banda va signar amb Partisan Records.
Van publicar vídeos musicals dirigits pel col·laborador habitual Hugh Mulhern. El vídeo de "Too Real" del 2018 es va inspirar en la cançó de The Pogues de 1985, "A Pair of Brown Eyes" i la banda Gilla Band, entre altres conceptes. El vídeo del 2019 de la cançó que va coescriure Conor Curley anomenada "Roy's Tune" va ser dirigit per Liam Papadachi i es va inspirar en les passejades nocturnes de Curley a casa després d'una feina en un botiga de burritos.
Fontaines va rebre el suport de la gira de l'Irish Arts Council que els va permetre fer una gira internacional. També van rebre subvencions de RTÉ 2fm.

### Dogrel

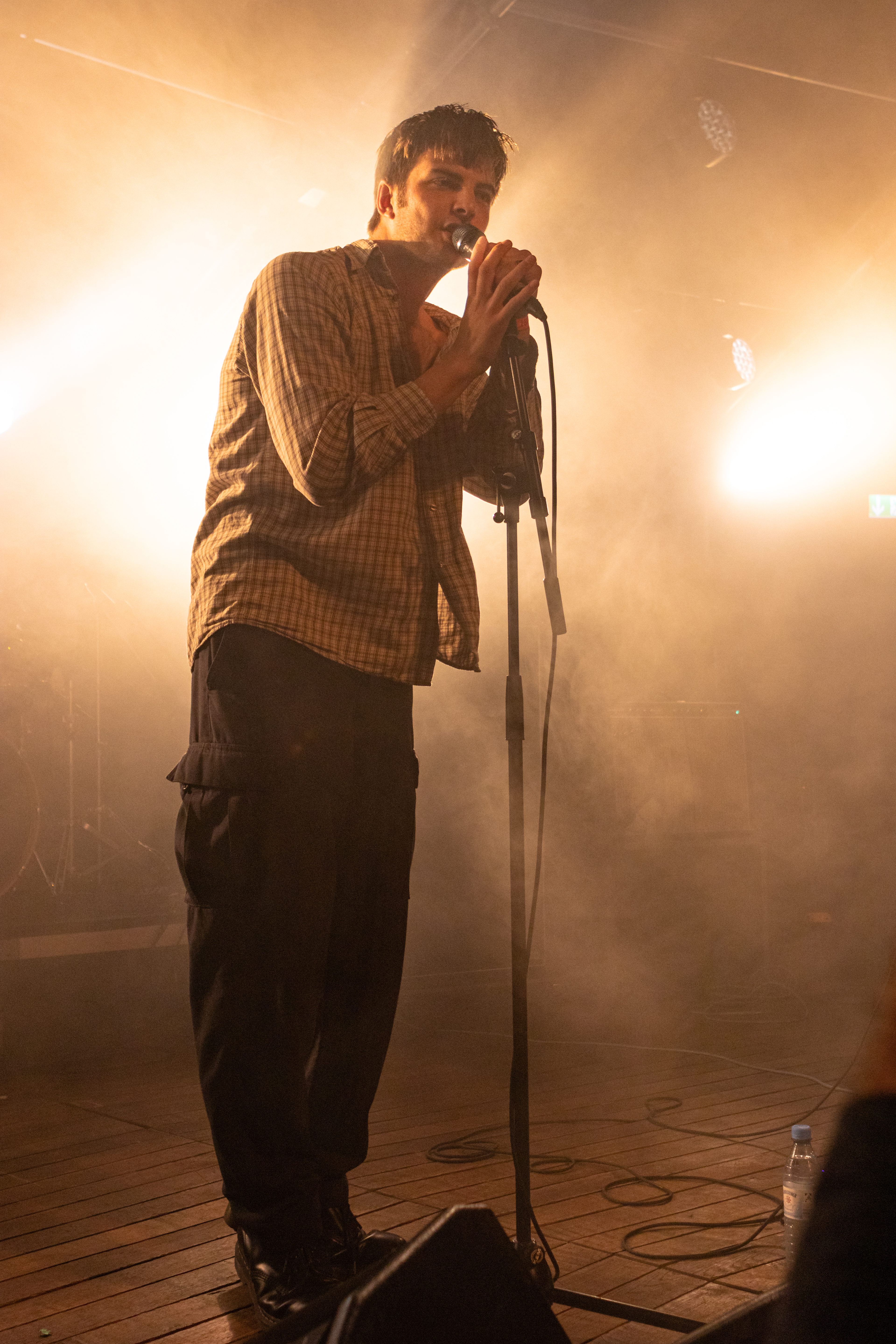
Grian Chatten amb Fontaines D.C. al Haldern Pop Festival 2019

El 12 d'abril de 2019, la banda va llançar el seu àlbum debut Dogrel a Partisan Records. El títol Dogrel és un homenatge a Doggerel, poesia irlandesa de classe treballadora – 'poesia del poble' – que es remunta al 1630. Va ser popularitzat per William McGonagall i més tard Ogden Nash. El disc es va gravar en directe en cinta.
El NME va dir que "Dogrel demostra que el fixament dels primers dies com la propera gran esperança del punk potser era prematur: hi ha molt més a Fontaines DC que la vostre típic rebel·lió jove enfadada i irada." The Guardian va donar a l'àlbum una ressenya de cinc estrelles, elogiant-la com un "debut perfecte" i felicitant Chatten per abraçar l'accent de Dublín. Paul Duggan va donar a l'àlbum 10 bananes de 10 sense precedents. The Times va dir que "llurs bandes Shouty post-punk estan fent un retorn sorpresa el 2019, amb aquest brutal però articulat grup emergent irlandès com un dels més captivadors. Captant la sensació de viure a Dublín, ja que equilibra el pes històric amb la convulsió financera, el cantant Grian Chattan fa la seva declaració d'intencions anunciant en una monòtona diatriba sobre el teloner, Big: "Dublín sota la pluja és meva, una ciutat embarassada amb una ment catòlica.""
El 2019, la banda va fer una extensa gira per cinquanta ciutats d'Irlanda, Europa i Amèrica del Nord. Han fet gires amb Shame i Idles.Van tocar nou conjunts al SXSW 2019 al llarg de cinc dies, esgotant les entrades i compta amb Gilla Band com una influència important.
Van ser els convidats musicals a The Tonight Show Starring Jimmy Fallon l'1 de maig de 2019, interpretant "Boys in the Better Land".
Se suposa que haurien d'actuar al Festival de Glastonbury el 2020; Aquest anava a ser el 50è aniversari del festival, però va haver de ser cancel·lat a causa de les creixents preocupacions per la pandèmia de COVID-19.

### A Hero's Death
La banda va llançar el seu segon àlbum el 31 de juliol de 2020, titulat A Hero's Death. La banda va llançar la cançó principal el 5 de maig de 2020; el vídeo musical inclou l'actor Aidan Gillen. Chatten va descriure el senzill com "una llista de regles per a un mateix". Van llençar tres senzills més amb l'àlbum: "I Don't Belong", "Televised Mind" i "A Lucid Dream". La banda va tornar a The Tonight Show com a convidats musicals, interpretant "A Hero's Death" el 28 de gener de 2021. L'àlbum va ser nominat al millor àlbum de rock als Premis Grammy de 2021, però va perdre davant The New Abnormal de The Strokes.

### Skinty Fia
El gener de 2022, la banda va anunciar el seu tercer àlbum d'estudi Skinty Fia. L'àlbum es publicà el 22 d'abril de 2022. Per coincidir amb l'anunci de l'àlbum, la banda va compartir el seu senzill principal "Jackie Down the Line" amb un vídeo musical l'acompanyament.

## Membres del grup
- Carlos O'Connell – guitarra, cors

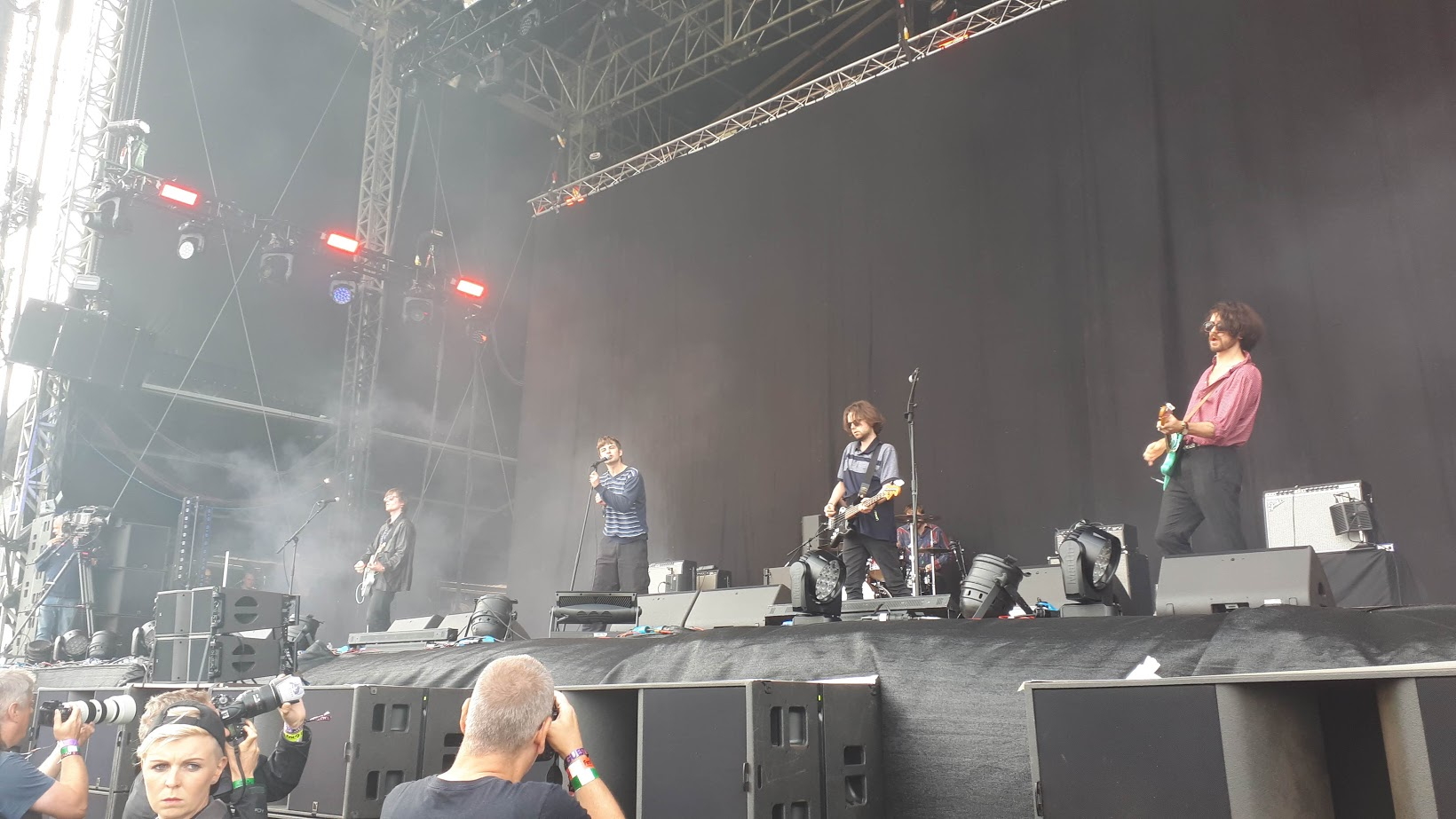
Fontaines D.C actuant a The Downs Festival a Bristol durant la gira Dogrel el 2019.

- Conor Curley – guitarra, piano, cors
- Conor Deegan III: baix, guitarra, cors
- Grian Chatten - veu principal, tamborí
- Tom Coll – bateria, percussió, guitarra

## Discografia

### Àlbums

#### Àlbums d'estudi
| Títol          | Detalls | Posicions màximes dels gràfics | Posicions màximes dels gràfics | Posicions màximes dels gràfics | Posicions màximes dels gràfics | Posicions màximes dels gràfics | Posicions màximes dels gràfics | Posicions màximes dels gràfics | Posicions màximes dels gràfics | Posicions màximes dels gràfics | Posicions màximes dels gràfics | Vendes       | Certificacions |
| Títol          | Detalls | IRE                            | AUS                            | BEL (FL)                       | BEL (WA)                       | FRA                            | GER                            | NLD                            | SCO                            | UK                             | US Heat                        | Vendes       | Certificacions |
| -------------- | --- | ------------------------------ | ------------------------------ | ------------------------------ | ------------------------------ | ------------------------------ | ------------------------------ | ------------------------------ | ------------------------------ | ------------------------------ | ------------------------------ | ------------ | -------------- |
| Dogrel         | - Estrena: 12 d’abril de 2019 - Segell: Partisan - Formats: CD, LP, casset, descàrrega digital, streaming   | 4                              | —                              | 88                             | 163                            | 75                             | 92                             | 93                             | 4                              | 9                              | 14                             | - UK: 60,000 | - BPI: Silver  |
| A Hero's Death | - Estrena: 31 de juliol de 2020 - Segell: Partisan - Formats: CD, LP, casset, descàrrega digital, streaming | 2                              | 26                             | 9                              | 8                              | 28                             | 14                             | 12                             | 1                              | 2                              | 2                              | - UK: 22,876 |                |
| Skinty Fia     | - Estrena: 22 Abril 2022 - Segell: Partisan - Formats: CD, LP, casset, descàrrega digital, streaming        |                                |                                |                                |                                |                                |                                |                                |                                |                                |                                |              |                |
| Romance        | - Estrena: 23.08.2024                                                                                       |                                |                                |                                |                                |                                |                                |                                |                                |                                |                                |              |                |

#### Àlbums en directe
| Títol                                  | Detalls                                                  | Posicions màximes de les llistes | Posicions màximes de les llistes | Posicions màximes de les llistes | Posicions màximes de les llistes | Posicions màximes de les llistes | Posicions màximes de les llistes |
| Títol                                  | Detalls                                                  | IRE                              | AUS                              | NLD                              | SCO                              | UK                               | US Heat                          |
| -------------------------------------- | -------------------------------------------------------- | -------------------------------- | -------------------------------- | -------------------------------- | -------------------------------- | -------------------------------- | -------------------------------- |
| Fontaines D.C. Live at Kilmainham Gaol | - Estrena: 12 June 2021 - Segell: Partisan - Formats: LP | 7                                | —                                | —                                | 10                               | 42                               | 20                               |

### Senzills
| Títol | Any  | Posició més alta a les llistes | Posició més alta a les llistes | Posició més alta a les llistes | Posició més alta a les llistes | Àlbum             |
| Títol | Any  | IRE                            | BEL (FL) Tip                   | SCO                            | UK                             | Àlbum             |
| --- | ---- | ------------------------------ | ------------------------------ | ------------------------------ | ------------------------------ | ----------------- |
| "Liberty Belle" | 2018 | —                              | —                              | —                              | —                              | Dogrel            |
| "Hurricane Laughter / Winter In the Sun" | 2018 | —                              | —                              | —                              | —                              | Dogrel            |
| "Chequeless Reckless / Boys In The Better Land" | 2018 | —                              | —                              | —                              | —                              | Dogrel            |
| "Too Real" | 2018 | —                              | —                              | —                              | —                              | Dogrel            |
| "Big" | 2019 | —                              | —                              | —                              | —                              | Dogrel            |
| "Roy's Tune" | 2019 | —                              | —                              | —                              | —                              | Dogrel            |
| "Boys In The Better Land" (re-llançament) | 2019 | —                              | —                              | —                              | —                              | Dogrel            |
| "A Hero's Death" | 2020 | 90                             | —                              | 30                             | —                              | A Hero's Death    |
| "I Don't Belong" | 2020 | 86                             | —                              | —                              | —                              | A Hero's Death    |
| "Televised Mind" | 2020 | —                              | —                              | —                              | —                              | A Hero's Death    |
| "A Lucid Dream" | 2020 | 84                             | 26                             | —                              | —                              | A Hero's Death    |
| "A Hero's Death (Soulwax Remix)" | 2021 | —                              | 32                             | x                              | —                              | non-album singles |
| "Televised Mind (Dave Clarke Remix)" | 2021 | —                              | —                              | x                              | —                              | non-album singles |
| "A Lucid Dreamer (Live Version)" | 2021 | —                              | —                              | x                              | —                              | non-album singles |
| "Jackie Down the Line" | 2022 | 89                             | —                              | x                              | —                              | Skinty Fia        |
| "I Love You" | 2022 | 66                             | —                              | x                              | —                              | Skinty Fia        |
| "Skinty Fia" | 2022 | A anunciar                     | A anunciar                     | A anunciar                     | A anunciar                     | Skinty Fia        |
| "—" indica un enregistrament que no es va publicar o que no es va publicar en aquest territori. "×" indica períodes en què els gràfics no existien o no es van arxivar. |      |                                |                                |                                |                                |                   |

## Premis i nominacions
| Any  | Organització      | Premi                                              | Treball                   | Resultat  |
| ---- | ----------------- | -------------------------------------------------- | ------------------------- | --------- |
| 2018 | DIY               | Class of 2019                                      | Ells mateixos             | Inclòs    |
| 2019 | AIM               | Best Independent Track                             | "Boys In The Better Land" | Nominat   |
| 2019 | AIM               | Best Independent Album                             | Dogrel                    | Nominat   |
| 2019 | Hyundai           | Premi Mercury                                      | Dogrel                    | Nominat   |
| 2019 | Q Awards          | Breakthrough Act                                   | Ells mateixos             | Nominat   |
| 2019 | Rough Trade       | Àlbum de l’any                                     | Dogrel                    | Guanyador |
| 2019 | BBC Radio 6 Music | Àlbum de l’any                                     | Dogrel                    | Guanyador |
| 2019 | NME               | The 50 Best Songs of 2019                          | "Big"                     | #5        |
| 2021 | Premis Grammy     | Millor àlbum de rock                               | A Hero's Death            | Nominat   |
| 2021 | Premis Libera     | Millor actuació en directe                         | Ells mateixos             | Pendent   |
| 2021 | Premis Libera     | Millor gravació de rocñ                            | A Hero's Death            |           |
| 2021 | Brit Awards       | Brit Award al grup internacionalGrup Internacional | Fontaines D.C.            | Nominat   |
| 2022 | NME Awards        | Millor grup del món                                | Fontaines D.C.            | Guanyador |